# Featherweight Alloy & Steel Technology frame
FAST frame staat voor: Featherweight Alloy & Steel Technology frame.
Dit is een stalen motorfiets-frame met aluminium achterbrug, waarvan Kawasaki beweerde dat het stijver was dan ieder ander frame en 1 kg lichter dan een aluminium exemplaar.
Het werd voor het eerst toegepast op de Kawasaki GPX 750 R uit 1986.
Achterbrug · Balhoofd · Brugframe · Buisframe · Composietframe · Deltabox · Dubbel wiegframe · Duplex frame · E-box frame · Enkel wiegframe · FAST frame · Featherbed frame · Garden gate frame · Lateral Frame Concept · LCG Twin Tube · Loop Frame · Lowboy frame · MR-Albox · Omega frame · Open frame · Perimeter frame · Pivot frame · Pivotless frame · Plaatframe · Raked frame · Rigid frame · Semi-pivotless frame · Slimline frame · Spaceframe · Springframe · Starframe · Stijf frame · Tankframe · Twin Spar frame · Vakwerkframe · Wiegframe · Zeta frame